# Lê Văn Hoan
Lê Văn Hoan (sinh năm 1931) là chính trị gia người Việt Nam. Ông từng là Đại biểu Quốc hội Việt Nam tỉnh Bình Trị Thiên khóa 8 nhiệm kì 1987-1992, Chủ tịch Ủy ban Mặt trận Tổ quốc tỉnh Bình Trị Thiên.

## Tiểu sử
Lê Văn Hoan sinh năm 1931, quê quán tại huyện Triệu Hải, tỉnh Quảng Trị.
Ông là Đảng viên Đảng Cộng sản Việt Nam.
Lê Văn Hoan từng giữ chức vụ Ủy viên Thường vụ Tỉnh ủy, Trưởng ban Dân vận, Ủy viên Ủy ban Mặt trận Tổ quốc Việt Nam, Chủ tịch Ủy ban Mặt trận Tổ quốc tỉnh Bình Trị Thiên, Ủy viên Ủy ban Thanh niên, thiếu niên và Nhi đồng của Quốc hội Việt Nam khóa 8.